# Ophiophragmus ophiactoides
Ophiophragmus ophiactoides är en ormstjärneart som beskrevs av Rudolf Christian Ziesenhenne 1940. Ophiophragmus ophiactoides ingår i släktet Ophiophragmus och familjen trådormstjärnor. Inga underarter finns listade i Catalogue of Life.